# Walter Evans (piłkarz)
Walter Gwynne Evans (ur. w 1867 w Builth, zm. 10 maja 1897 tamże) – walijski piłkarz występujący na pozycji obrońcy.
W barwach Aston Villi rozegrał 61 spotkań w Division One. Zadebiutował w tych rozgrywkach 6 września 1890 w przegranym 1:2 meczu z Wolverhampton Wanderers.
W reprezentacji Walii zadebiutował 15 marca 1890 w przegranym 1:3 meczu British Home Championship przeciwko Anglii. Łącznie rozegrał trzy spotkania w drużynie narodowej.